# Bitva u Harranu
Bitva u Harranu se odehrála 7. května 1104 mezi křižáckými státy Antiochii a Edessou na jedné straně a Seldžuky na straně druhé. Byla to první bitva Seldžuků proti nově založeným státům.

## Historické pozadí
Seldžukové, vedení Jekermichem a Sokmanem se shromáždili v okolí Khaburu a obsadili hraniční regiony Edesského hrabství. Balduin II. z Edessy požádal Bohemunda I. z Antiochie a Tankreda Galilejského o pomoc.

## Bitva
Balduin a Joscelin z Courtenay rozmístili své edesské jednotky na levém křídle; Bohemund a Tankred antiochijské na pravém. Nejdříve zaútočily edesské jednotky, než byly poražené a jejich velitelé zajatí. Vojska Antiochie utrpěla jenom malé ztráty a uprchla do Edessy. Bohemund z Tarentu poté jmenoval Tankreda regentem Antiochie a Edessy a odešel do Itálie získat posily.